# 무함마드의 메디나 시기
최초의 이슬람 국가는 이슬람교 예언자 무함마드가 622년 메디나 헌장에 따라 메디나에 세웠다. 이는 이슬람 움마 (민족)의 정치적 통일을 나타냈다. 무함마드 사후, 정통 칼리파로 알려진 그의 동료들은 라시둔 칼리파국 (632–661)을 세웠는데, 이는 대규모 확장을 시작했으며, 이후의 우마이야 칼리파국 (661–750)과 아바스 칼리파국 (750–1258)과 같은 이슬람 국가들을 촉발시켰다.
무함마드는 622년 그의 추종자들이 헤지라 (메디나로의 이주)로 알려진 이주를 한 후 메디나 시로 왔다. 그는 메디나의 지도자들에 의해 씨족들 간의 분쟁을 조정하기 위해 메디나로 초청받았으며, 중재자로서 이 도시의 유대인과 이교도 주민들에게 긍정적으로 받아들여졌다. 그 결과, 그는 대중적 합의에 의해 도시의 정치적 지도자로 받아들여져 그의 역할로 최초의 이슬람 국가를 세웠다. 그는 629년 12월 메카로 돌아가 메카를 정복하기 위해 메디나를 떠났다.
최초의 이슬람 국가는 주로 메디나 헌장에 의해 통치되었는데, 이는 메디나 부족들과 무하지룬이 무함마드 아래 연합하도록 규정했다.

## 역사

### 배경
야스립에서 온 대표단은 메디나의 열두 개 중요한 씨족의 대표들로 구성되었으며, 무함마드를 공동체의 중재자로 봉사할 중립적인 외부인으로 초대했다. 야스립에서는 약 백 년 전부터 아랍 부족과 유대 부족 사이에 갈등이 있었다. 특히 모든 씨족이 연루되었던 부아스 전투 이후, 경쟁하는 주장들로 인한 반복적인 불화, 싸움, 살인은 분쟁이 발생한 경우 중립적인 권위가 조정하지 않는 한 혈족 복수와 눈에는 눈 식의 정의를 비현실적으로 만들었다. 메디나에서 온 대표단은 무함마드를 자신들의 공동체로 받아들이고 자신들 중 하나처럼 보호할 것을 맹세했다.
무함마드는 거의 모든 추종자들이 메카를 떠날 때까지 메디나로 이주하도록 지시했다. 전통에 따르면, 메카인들은 무슬림들의 출발에 경각심을 느끼고 그를 암살할 음모를 꾸몄다. 그는 그의 사촌이자 미래의 사위인 알리 이븐 아비 탈리브에게 자신의 침대에 자서 암살자들이 자신이 머물렀다고 속이도록 (그리고 그들을 대신하여 싸우도록) 지시하고 몰래 도시를 빠져나갔다. 622년, 무함마드는 당시 야스립으로 알려진 큰 농업 오아시스인 메디나로 이주했다. 이 이주 후, 메카인들은 메카에 있는 무슬림 이민자들의 재산을 압류했다.
무함마드가 메디나 부족들 사이의 오랜 불만을 해결하기 위해 한 일 중 하나는 메디나 헌장 (날짜는 논쟁 중)으로 알려진 문서를 작성하는 것이었다. 이는 8개 메디나 부족과 메카에서 온 무슬림 이민자들 사이에 일종의 형제애를 확립했으며, 모든 시민의 권리와 의무, 그리고 메디나 내의 다양한 공동체(특히 무슬림 공동체와 다른 공동체, 특히 유대인과 다른 "책의 사람들"의 관계)를 명시했다. 메디나 헌장에서 정의된 공동체인 움마는 종교적 관점을 가지고 있었지만, 실용적인 고려 사항에 의해 형성되었으며 오래된 아랍 부족의 법적 형태를 상당 부분 보존했다.

#### 아브라함 종교 추종자들과의 관계
메디나에서 이교도에서 이슬람교로 개종한 첫 번째 집단은 스스로 위대한 지도자를 배출하지 못했지만 다른 씨족의 호전적인 지도자들로 인해 고통받았던 씨족들이었다. 이어서 일부 예외를 제외하고 메디나의 이교도 인구가 이슬람교를 일반적으로 받아들였다. 이븐 이스하크에 따르면, 이는 메디나의 저명한 지도자 중 한 명인 사드 이븐 무아드의 이슬람교 개종에 영향을 받았다.
무함마드가 메카에서 전도하는 동안, 그는 기독교인과 유대인 (둘 다 "책의 사람들"이라고 불렀음)을 자연스러운 동맹으로, 아브라함 종교의 일부로, 그의 가르침의 핵심 원칙을 공유하며, 그들의 수용과 지지를 기대했다. 무슬림들은 유대인들처럼 그 당시 예루살렘을 향해 기도하고 있었다. 메디나 헌장에서 무함마드는 많은 조약에서 종교적, 문화적 자율성에 대한 대가로 유대인들의 정치적 충성을 요구했다.
그러나 유대 씨족들은 무슬림과의 불화로 인해 이 조약들을 지키지 않았지만, 시간이 지남에 따라 그들 중 일부는 개종했다. 메디나로 이주한 후, 무함마드의 기독교인과 유대인에 대한 태도는 "배신의 경험 때문에" 변했다. 노먼 스틸먼은 다음과 같이 진술한다:
이 운명적인 시기, 헤지라 [메디나로의 이주] 이후 긴장이 고조되었을 때, 무함마드는 메디나의 유대인 학자들로부터 모순, 조롱, 거부를 경험했고, 그는 이전에 경전을 받은 책의 사람들에 대해 급진적으로 더 부정적인 견해를 갖게 되었다. 이러한 태도는 예언자가 유대인과 기독교인 사이의 반감, 그리고 같은 종교 구성원들 사이의 불일치와 분쟁을 더 많이 인식하게 되면서 이미 세 번째 메카 시대에 발전하고 있었다. 쿠란은 이때 "이스라엘 자손이 서로 다른 것에 대해 대부분을 [정확히] 이야기할 것"이라고 말한다 27:76.

### 내부 분쟁
틀:Campaignbox Campaigns of Muhammad

바드르 전역 지도

메카인 박해자들에 의해 경제적으로 뿌리 뽑힌 무슬림 이주자들은 박해에 대응하고 무슬림 가족을 부양하기 위해 메카 대상을 습격하기 시작했으며, 이는 무슬림과 메카의 이교도 쿠라이시족 사이에 무력 충돌을 야기했다. 무함마드는 무슬림들, 즉 "자기 집에서 쫓겨난 자들"이 박해에 맞서 메카인들과 싸우는 것을 허용하는 쿠란 구절을 전했다 (쿠란 수라 22 (알 하즈) 아야 39-40 참조). 이러한 공격은 무역에 방해를 주어 메카를 도발하고 압박했으며, 무슬림들이 새로운 신앙에 대한 메카의 복종을 유도하는 궁극적인 목표를 향해 나아가면서 부, 권력, 명성을 얻을 수 있게 했다.
624년 3월, 무함마드는 약 300명의 전사를 이끌고 메카 상인 대상에 대한 습격에 나섰다. 무슬림들은 바드르에 메카인들을 위한 매복을 설치했다. 계획을 알고 있던 메카 대상은 무슬림들을 피했다. 한편, 메카에서 온 군대가 대상을 보호하기 위해 파견되었다. 이 군대는 대상이 안전하다는 소식을 듣고도 귀국하지 않았다. 바드르 전투는 624년 3월에 시작되었다. 숫적으로 3대 1 이상으로 열세였음에도 불구하고 무슬림들은 전투에서 승리하여 최소 45명의 메카인들을 죽이고 70명의 포로를 잡았으며, 몸값을 위해 잡았다. 무슬림은 14명만 사망했다. 그들은 또한 아부 자흘을 포함한 많은 메카 지도자들을 죽이는 데 성공했다. 무함마드 자신은 싸우지 않고, 아부 바크르 알시디크와 함께 근처 오두막에서 전투를 지휘했다. 전투 후 몇 주 동안, 메카인들은 바드르에서 온 포로들을 몸값으로 잡기 위해 메디나를 방문했다. 이들 중 많은 이들이 부유한 가문에 속했으며, 상당한 액수의 몸값으로 풀려났을 것이다. 영향력이 없거나 부유하지 않은 포로들은 대개 몸값 없이 풀려났다. 무함마드의 결정은 무슬림 박해를 끝내기를 거부하고 부유하지만 스스로를 몸값으로 잡지 않은 포로들은 살해되어야 한다는 것이었다. 무함마드는 두 명의 쿠라이시족 남자를 석방 제안 없이 즉시 처형하도록 명령했다. 이 두 남자, 즉 우끄바 이븐 아비 무아이뜨는 메카에서 무함마드를 직접 죽이려 시도했다. 습격자들은 많은 보물을 얻었고, 이 전투는 메디나 공동체를 안정시키는 데 도움이 되었다. 무함마드와 그의 추종자들은 이 승리에서 그들의 신앙에 대한 확인과 메디나의 사정에 대한 중요한 중요성을 보았다. 메디나에 남아있던 이교도들은 이슬람의 진전에 대해 매우 불만을 품었다. 특히 아스마 빈트 마르완과 아부 아파크는 일부 무슬림들을 모욕하는 시를 지었고, 이로 인해 그들이 속했던 메디나 헌장을 위반했다. 이 두 사람은 암살되었고 무함마드는 이를 비난하지 않았다. 아무도 그들에게 복수하려 하지 않았고, 이전에 비밀리에 이슬람교로 개종했던 아스마 빈트 마르완의 씨족 구성원 중 일부는 이제 공개적으로 신앙을 고백했다. 이는 메디나의 이교도들 사이에서 무함마드에 대한 공개적인 반대가 끝났음을 의미했다.
무함마드는 세 주요 유대인 부족 중 하나인 바누 카이누카족을 메디나에서 추방했다. 유대인들의 반대는 "정치적인 이유뿐만 아니라 종교적인 이유 때문일 수도 있었다". 종교적인 이유로, 유대인들은 비유대인 예언자의 가능성에 회의적이었으며, 또한 쿠란과 그들 자신의 경전 사이의 가능한 불일치에 대한 우려도 있었다. 비유대인이 예언자가 될 가능성에 대한 쿠란의 답변은 아브라함이 유대인이 아니었다는 것이었다. 쿠란은 또한 "유대인과 기독교인에 의해 다양한, 명확히 명시된 방식으로 타락했던 아브라함의 순수한 일신교를 회복하고 있었다"고 명시했다. 프랜시스 에드워드 피터스에 따르면, "유대인들은 또한 무함마드를 전복시키기 위해 메카의 무함마드 적들과 비밀리에 공모하기 시작했다."
바드르 전투 후, 무함마드는 그의 공동체를 헤자즈 북부 지역의 공격으로부터 보호하기 위해 여러 베두인 부족과 상호 원조 동맹을 맺었다.

#### 쿠라이시족과의 갈등
바드르 공격은 무함마드를 메카인들과의 전면전으로 이끌었고, 그들은 이제 패배에 대한 복수를 열망했다. 경제적 번영을 유지하기 위해 메카인들은 바드르에서 잃었던 명성을 회복해야 했다. 메카인들은 신뢰를 회복하고 정찰하기 위해 메디나를 습격할 소규모 부대를 파견했다. 이 부대는 놀랍고 빠른 공격 후 즉시 후퇴했지만 경미한 피해만 입었을 뿐 전투는 없었다. 이어지는 몇 달 동안 무함마드는 메카와 동맹을 맺은 부족들을 대상으로 원정을 이끌었고 메카 상단을 습격했다. 아부 수피얀 이븐 하르브는 이후 3천 명의 군대를 모아 메디나 공격에 나섰다. 그들은 바드르에서 가족을 잃었던 아부 수피얀의 아내 힌드 빈트 우트바와 같은 메카의 저명한 여성들과 동행했다. 이 여성들은 베두인 관습에 따라 바드르에서 죽은 자들의 이름을 외치며 격려를 제공했다.
정찰병은 하루 후에 무함마드에게 메카 군대의 존재와 병력을 알렸다. 다음날 아침, 무슬림 전쟁 회의에서 메카인들을 가장 잘 격퇴하는 방법에 대해 논쟁이 있었다. 무함마드와 많은 고위 인사들은 메디나 내에서 싸우고 강력히 요새화된 거점들을 활용하는 것이 더 안전할 것이라고 제안했다. 젊은 무슬림들은 메카인들이 그들의 작물을 파괴하고 있었고, 요새에 웅크리고 있는 것이 무슬림의 명성을 손상시킬 것이라고 주장했다. 무함마드는 결국 후자의 소원을 받아들였고, 전투를 위해 무슬림 군대를 준비했다. 그리하여 무함마드는 그의 군대를 우후드 산 (메카인들이 진을 쳤던 곳)으로 이끌고 3월 23일에 우후드 전투를 벌였다.
무슬림 군대는 초반 교전에서 우세했지만, 전술적으로 배치된 궁수들의 기강 해이가 무슬림 군대의 전술적 패배로 이어져 75명의 무슬림이 사망했다. 그러나 메카인들은 무슬림을 완전히 파괴하려는 목표를 달성하지 못했다. 메카인들은 도시를 점령하지 않고 메카로 철수했는데, 이는 군사적 손실, 사기 저하, 그리고 도시 내 무슬림 저항 가능성 때문에 무함마드의 위치를 다시 공격할 수 없었기 때문이다. 또한 메디나의 무슬림 집단을 이끌고 있던 압둘라 이븐 우바이를 외교로 설득할 수 있다는 희망도 있었다. 패배 후, 메디나의 무함마드 반대자들은 바드르에서의 승리가 그의 사명의 진정성에 대한 증거였다면, 우후드에서의 패배는 그의 사명이 진정하지 않다는 증거라고 말했다. 무함마드는 이후 알 이므란 수라의 133-135절과 160-162절을 전했는데, 이는 손실이 부분적으로는 불순종에 대한 처벌이고 부분적으로는 인내심에 대한 시험임을 나타낸다.

### 유목민들의 봉기
우후드 전투에서 메카인들은 쿠라이시 부족과 그들에게 우호적인 주변 부족들로부터 가용한 모든 병력을 모았지만, 무슬림 공동체를 파괴하는 데는 성공하지 못했다. 더 강력한 군대를 양성하기 위해 아부 수피얀은 무함마드의 약점에 대한 선전, 보물 약속, 쿠라이시의 명성에 대한 기억, 그리고 직접적인 뇌물을 사용하여 메디나 북동쪽의 큰 유목 부족들의 지지를 끌어들였다.
우후드 전투 후 2년 동안 무함마드의 정책은 자신에 대한 동맹 결성을 최대한 막는 것이었다. 메디나에 반대하는 부족민 동맹이 형성될 때마다 그는 이를 해체하기 위해 원정을 보냈다. 무함마드는 메디나에 적대적인 의도로 사람들이 집결한다는 소식을 들었을 때 엄격하게 반응했다. 한 예로 카으브 이븐 알 아쉬라프의 암살이 있다. 그는 유대 부족 바누 나디르의 일원으로 메카로 가서 바드르 전투 후 메카인들의 슬픔, 분노, 복수심을 자극하는 시를 썼다 (역사서에 제시된 카으브 살해의 다른 이유에 대해서는 본문을 참조). 약 1년 후, 무함마드는 유대 부족 바누 나디르를 메디나에서 추방했다.
무함마드의 자신에 반대하는 연맹 결성을 막으려는 시도는 성공적이지 못했지만, 그는 자신의 병력을 증강하고 많은 부족들이 연맹에 가담하는 것을 막을 수 있었다.

### 메디나 포위
쿠라이시족의 군사 지도자인 아부 수피얀은 바누 나디르의 도움을 받아 10,000명의 병력을 모았다. 무함마드는 약 3,000명의 병력을 준비할 수 있었다. 그러나 그는 당시 아라비아에서는 알려지지 않은 새로운 방어 형태를 채택했다. 무슬림들은 메디나가 기병 공격에 노출된 곳마다 참호를 팠다. 이 아이디어는 페르시아 출신 이슬람 개종자인 살만 알 파르시에게서 비롯되었다. 메디나 포위는 627년 3월 31일에 시작되어 2주 동안 지속되었다. 아부 수피얀의 군대는 자신들이 마주한 요새화에 준비되지 않았고, 비효율적인 포위 끝에 연합군은 귀환하기로 결정했다. 쿠란은 수라 33장 알 아흐자브의 9-27절에서 이 전투를 다룬다.

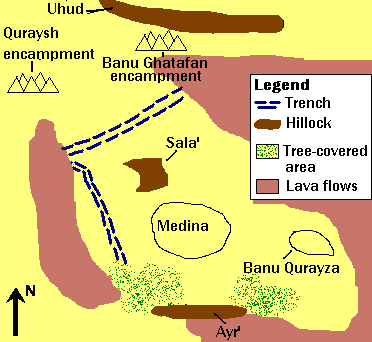
칸다크 전투 (참호 전투)

참호 전투 중에 메디나 남쪽에 위치한 유대 부족 바누 쿠라이자는 반역죄로 기소되었다. 연합군이 후퇴한 후, 무슬림들은 메디나에 남아 있던 주요 유대 부족인 바누 쿠라이자를 포위했다. 바누 쿠라이자는 항복했고, 이슬람교로 개종한 소수를 제외한 모든 남자는 참수되었으며, 모든 여성과 어린이는 노예가 되었다. 무함마드가 메디나 유대인들을 대한 처우에 대해, 정치적 설명 외에도, 아랍 역사가와 전기 작가들은 이를 "개종을 권유받았으나 거부한 메디나 유대인들에 대한 처벌은 옛 예언자들을 거부한 자들에게 일어났던 일에 대한 쿠란의 이야기를 완벽하게 예시한다"고 설명했다. 서양 이슬람 학자인 F.E. 피터스는 무함마드의 메디나 유대인들에 대한 처우가 본질적으로 정치적이었으며, 무함마드가 반역으로 간주한 행위에 의해 촉발되었고 하느님의 법을 위반한 것이 아니라고 진술한다. 피터스는 무함마드가 그의 군사적 성공에 고무되었을 가능성이 있으며 또한 자신의 우위를 밀어붙이려 했다고 덧붙인다. 피터스에 따르면 경제적 동기도 존재했는데, 메카 이민자들의 가난이 무함마드에게 우려의 원천이었기 때문이다. 피터스는 무함마드의 메디나 유대인들에 대한 처우가 "꽤 이례적"이었으며, "쿠란에서는 아무것도 일치하지 않고", "무함마드가 메디나 외부에서 만난 유대인들을 대한 처우와는 상당히 다르다"고 주장한다. 웰치에 따르면, 무함마드가 세 주요 유대인 부족을 대한 처우는 무함마드를 종교적 기반 위에 엄격하게 공동체를 조직하려는 그의 목표에 더 가깝게 만들었다. 그는 다른 가족 출신의 일부 유대인들은 그러나 메디나에 머무는 것이 허용되었다고 덧붙인다.
메디나 포위전에서 메카인들은 무슬림 공동체를 파괴하기 위해 최대한의 힘을 다했다. 그들의 실패는 상당한 명성 손실로 이어졌고, 시리아와의 무역은 끊겼다. 참호 전투 후, 무함마드는 싸움 없이 끝난 두 차례의 북부 원정을 감행했다. 이 두 원정 중 하나에서 돌아오는 길에 (혹은 다른 초기 기록에 따르면 몇 년 더 일찍), 무함마드의 아내 아이샤에 대한 간통 혐의가 제기되었다. 아이샤는 무함마드가 알 누르 수라의 4절에서 계시를 받았다고 발표하면서 무죄가 입증되었으며, 간통 혐의는 네 명의 목격자에 의해 뒷받침되어야 한다고 지시했다.

### 후다이비야 정전 협정
하즈를 명하는 쿠란 구절이 하느님으로부터 계시되었음에도 불구하고, 무슬림들은 쿠라이시족의 적대감 때문에 이를 수행하지 못했다. 628년 샤우왈월에 무함마드는 추종자들에게 희생 동물을 구하고 메카로 순례(움라)를 준비하라고 명령하면서, 하즈를 마친 후 머리를 깎는 환상에서 하느님이 이 목표의 성취를 약속했다고 말했다. 루이스에 따르면, 무함마드는 메카 공격을 시도할 만큼 강하다고 느꼈지만, 도중에 그 시도가 너무 이르다는 것이 분명해졌고 원정은 평화로운 순례로 전환되었다. 안드레는 이에 동의하지 않으며, 무슬림의 이람 상태(그들의 행동의 자유를 제한함)와 빈약한 무기는 순례가 항상 평화로웠음을 의도했음을 나타낸다고 썼다. 대부분의 이슬람 학자들은 안드레의 견해에 동의한다. 다가오는 1,400명의 무슬림 소식을 듣자 쿠라이시족은 그들을 막기 위해 200명의 기병대를 파견했다. 무함마드는 더 어려운 길을 택하여 그들을 피하고 메카 바로 외곽의 알-후다이비야에 도착했다. 와트에 따르면, 무함마드의 순례 결정은 그의 꿈에 기반했지만, 그는 동시에 이교도 메카인들에게 이슬람이 그들의 성소의 명성을 위협하지 않으며, 이슬람이 아라비아 종교임을 보여주고 있었다.
메카를 오가는 사절들과 협상이 시작되었다. 협상이 계속되는 동안, 무슬림 협상가 중 한 명인 우스만 이븐 아판이 쿠라이시족에 의해 살해되었다는 소문이 퍼졌다. 무함마드는 상황이 메카와의 전쟁으로 치달을 경우 도망가지 않겠다는 (또는 무함마드의 어떤 결정에도 함께하겠다는) 맹세를 하도록 순례자들에게 요구함으로써 응답했다. 이 맹세는 "좋은 의지의 맹세" (아랍어: بيعة الرضوان, bay'at al-ridhwān) 또는 "나무 맹세"로 알려지게 되었다. 그러나 우스만의 안전 소식으로 협상은 계속될 수 있었고, 결국 무슬림과 쿠라이시족 사이에 10년간 지속될 예정인 후다이비야 조약이 체결되었다. 조약의 주요 내용은 다음과 같았다:
1. 양 당사자와 그 동맹국은 서로에 대한 적대 행위를 중단해야 한다.[64]
2. 무함마드는 올해 하즈를 수행하지 않아야 하지만, 다음 해에는 무슬림들이 하즈를 수행하기 위해 메카가 3일 동안 비워질 것이다.[65]
3. 무함마드는 보호자(윌리엄 몽고메리 와트에 따르면, 이는 미성년자나 여성을 의미하는 것으로 추정됨)의 허락 없이 메디나로 간 모든 메카인을 돌려보내야 한다.[65]
4. 무함마드와 쿠라이시족 모두 다른 이들과 동맹을 맺는 것이 허용되었다.[65]

많은 무슬림들은 조약의 조건에 만족하지 못했다. 그러나 알파트 (승리) 수라의 쿠란 구절은 무슬림들에게 그들이 지금 돌아오고 있는 원정이 승리한 것으로 간주되어야 한다고 확신시켰다. 무함마드의 추종자들이 이 조약의 이점을 깨달은 것은 나중이었다. 웰치에 따르면 이러한 이점에는 메카인들이 무함마드를 동등하게 인정하도록 유도한 것; 미래를 위해 군사 활동을 중단한 것; 그리고 순례 의식의 통합에 감탄한 메카인들의 존경을 얻은 것이 포함되었다.
휴전 협정을 체결한 후, 무함마드는 유대인 카이바르 오아시스에 대한 원정을 감행했다. 서구 이슬람 학자들이 이 공격에 대해 제시하는 설명은 카이바르에 바누 나디르가 존재하여 이웃 아랍 부족들과 함께 무함마드에 대한 적대감을 부추긴 것부터, 일부 무슬림들에게는 후다이비야 휴전 협정의 결론이 나지 않은 것처럼 보였던 것을 전환시키고, 추종자들 사이에서 무함마드의 위신을 높이고 전리품을 확보하려는 것까지 다양하다. 무슬림 전통에 따르면, 무함마드는 또한 세계의 많은 통치자들에게 편지를 보내 이슬람교로 개종할 것을 요청했다 (정확한 날짜는 자료마다 다르게 제시된다). 따라서 그는 동로마 제국의 이라클리오스, 사산 제국의 호스로 2세, 예멘의 지도자 및 기타 몇몇 사람들에게 사절(편지와 함께)을 보냈다. 그러나 대부분의 비판적 학자들은 이 전통을 의심한다. 후다이비야 휴전 협정 이후 몇 년 동안, 무함마드는 전통에 따르면 그의 특사를 살해했기 때문에 트란스요르단에 있는 동로마 제국과 그들의 가산족 동맹국에 대항하여 무타의 아랍인들에게 병력을 보냈다. 무슬림들은 이 전투에서 패배했다.

### 메카 정복 및 후속 군사 원정

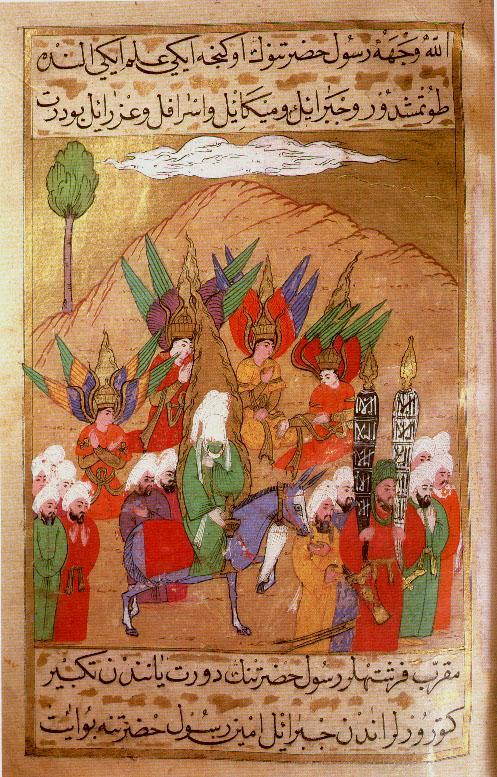
무함마드와 사하바가 메카로 진격하는 모습. 가브리엘, 미카엘, 이스라필, 아즈라엘 천사도 그림에 있다.

8 AH 라마단 (약 629년 10월), 무함마드는 약 10,000명의 사하바와 함께 메카를 향해 떠났는데, 이는 쿠라이시족의 동맹인 바누 바크르가 무슬림의 동맹인 바누 쿠자아를 공격하여 후다이비야 조약 조건을 위반한 것에 따라 도시를 점령하기 위함이었다. 이 조약은 무슬림, 쿠라이시족 및 그들의 동맹국들 사이에 10년간의 휴전과 정전을 요구했었다. 무함마드는 출발 일주일 만에 메카에 도착하여 군대를 네 개의 연대로 나누어 각 연대가 한 진입 지점으로부터 메카로 진입했다. 정복은 대체로 무혈이었고 쿠라이시족은 결국 싸우지 않고 항복했다.
메카 정복 이후, 무함마드는 자신과 사하바보다 두 배나 강한 군대를 준비하고 있던 연합 부족인 하와진으로부터의 군사적 위협에 대한 정보를 받았다. 그들은 메카인들의 명성 하락으로 인해 반메카 정책을 채택했던 타이프 시에 거주하는 타키프족에 의해 합류했다. 두 부족은 이후 후나인 전투에서 패배했다. 무함마드는 이후 타부크 원정에서 북부의 동로마 제국과 그들의 가산족 동맹국에 대한 원정을 시작했다. 무함마드는 타부크에서 적대 세력과 접촉하지는 않았지만, 그 지역의 일부 지역 족장들의 복종을 받았다. 이 원정 이후, 바누 타키프와 다른 베두인들은 공격으로부터 안전하고 전쟁의 전리품에서 이익을 얻기 위해 무함마드에게 복종했다.
메카 정복과 이 사건들 이후, 무함마드는 고별 순례를 수행하고 메디나로 돌아왔는데, 그곳에서 그는 며칠 동안 두통과 허약함으로 병을 앓았다. 그는 632년 6월 8일 월요일에 도시에서 사망했으며, 그의 아내 아이샤의 집이 있었던 곳에 묻혔다. 이후 여러 번 수정되었으며, 현재는 메디나의 예언자의 모스크 내 녹색 돔 아래에 안치되어 있다.

## 같이 보기
- 이슬람의 역사 연대표 (7세기)